# Werner von Blomberg
Werner Eduard Fritz von Blomberg (ngày 2 tháng 9 năm 1878 – ngày 14 tháng 3, 1946) là sĩ quan cao cấp của quân đội Đức cho tới tháng 1 năm 1938. Ông là Bộ trưởng Bộ chiến tranh đầu tiên của Adolf Hitler và là người có đóng góp to lớn cho Đức Quốc xã trong công cuộc tái thiết quân sự trước Thế chiến thứ hai.

## Tiểu sử
Ông được sinh ở Stargard, Pomerania, Phổ (ngày nay là Stargard Szczeciński, tỉnh Tây Pomerania), Werner von Blomberg tham gia quân đội và học tập tại học viện Đức Kriegsakademie trong năm 1904. Trong tháng 4 năm 1904 ông đã cưới Charlotte Hellmich và có 5 đứa con.
Trong Thế chiến thứ nhất, Werner được bổ dụng trong Bộ tham mưu Đế quốc Đức và tham gia chỉ đạo tại Mặt trận phía Tây rồi lần lượt làm Tham mưu trưởng Sư đoàn Döberitz, Tham mưu trưởng Quân khu Stuttgart trong thời kỳ Cộng hoà Weimar. Năm 1925, ông giữ chức Chỉ huy huấn luyện quân đội. Năm 1927, ông thụ phong hàm Thiếu tướng. Năm 1929, ông nhậm chức Tổng chỉ huy Đông Phổ và là Tùy viên về vấn đề giải giáp quân sự quốc tế. Giai đoạn này, theo sự nổi lên của Hitler, Werner thể hiện là người ủng hộ nhiệt thành cho Đảng Quốc xã dù ông vẫn được Tổng thống Hindenburg đặc biệt ưu ái.
Năm 1933, ông được bổ nhiệm làm Bộ trưởng Bộ quốc phòng Đức. Năm 1935, ông được bổ nhiệm làm Bộ trưởng Chiến tranh kiêm Tư lệnh Quân đội Đức.
Năm 1938, các đối thủ của ông là Hermann Goering và Heinrich Himmler đã tung bằng chứng cho thấy vợ ông có dính líu đến các hoạt động khiêu dâm để hạ bệ và buộc Hitler cách chức Werner.
Sau thế chiến 2, Werner bị bắt giữ và ra làm chứng tại tòa án Nuremberg, trong thời gian này, sức khoẻ ông suy giảm nặng vì bệnh tật. Ông mất ngày 13 tháng 3 năm 1946 vì ung thư và được chôn cất tại một nấm mồ không tên. Sau này, thi thể ông được tìm lại và chôn cất tại nhà riêng.